# هاني الطير
هاني الطير (مواليد 10 مايو 1981) هو سبّاح مصري، مثّل بلاده في الألعاب الأولمبية الصيفية 2000.

## روابط خارجية
هاني الطير على موقع الاتحاد الدولي للسباحة (الإنجليزية)
- هاني الطير على موقع أوليمبيديا (الإنجليزية)